# Christophe Hardiquest
Christophe Hardiquest (Waremme, 20 oktober 1975) is een Belgische chef-kok. Hij was de chef-kok van het restaurant Bon-Bon in Sint-Pieters-Woluwe, met twee sterren in de Michelingids en vijf koksmutsen in de Gault Millau.

## Biografie
Hij studeerde af in 1994 aan de hotelschool te Namen en begint met een klein restaurant. Vervolgens opent hij een bistro in Ukkel dat een eerste michelinster krijgt. In 2010 wordt hij door Gault Millau verkozen tot "chef van het jaar". In 2010 verkast hij het restaurant naar Sint-Pieters-Woluwe om er in 2013 zijn tweede Michelinster te krijgen. 
Begin 2022 sluit hij Bon Bon om aan de slag te gaan in La Mère Germaine in Châteauneuf-du-Pape.